# Депортація турків-месхетинців
Депортація турків-месхетинців — примусове переселення в 1944 році турків-месхетинців СРСР (разом з курдами, хемшилами та месхами-мусульманами). Месхетинські турки були виселені з Грузинської РСР до Казахстану, Киргизстані і Узбекистану.
Всього було виселено 115,5 тис. Депортовані месхетинські турки були розосереджені по окремих селищах в різних областях Узбекистану, Казахстану і Киргизстану як «спецпоселенці» (тобто без права зміни місця проживання).
У 1956 році з месхетинських турків були зняті обмеження по спеціальному поселенню, частина з них стала повертатися в різні райони Кавказу, особливо в Кабардино-Балкарії і Північний Кавказ. Але більшість турків залишались в обжитих місцях Середньої Азії й Казахстану аж до Перебудови.